# Wilhelm Carl August von Brandenstein
Wilhelm Carl August von Brandenstein († 26. August 1756 in Altenburg) war ein deutscher Hofbeamter im Herzogtum Sachsen-Gotha-Altenburg und Besitzer mehrerer Rittergüter.

## Leben
Er stammte aus dem thüringischen Adelsgeschlecht von Brandenstein. Nach der Ausbildung durch Hauslehrer schlug er die Verwaltungslaufbahn ein und wurde Kammerherr sowie Hof- und Justizrat am Hof in Altenburg.
Mindestens seit 1747 gehörte Wilhelm Carl August von Brandenstein zu den Canonici Minores des Stiftes Merseburg.
1754 kaufte er von seiner Schwiegermutter, der verwitweten Kammerrätin Henriette Sybille von Dieskau geb. von Osterhausen, deren Rittergut Kölzen und den damit verbundenen Sattelhof Starsiedel im Hochstift Merseburg im Kurfürstentum Sachsen. Ferner besaß er bereits das Gut Tegkwitz. Die Hoffnungen, die er sich mit dem Neuerwerb dieser Güter machte, erfüllten sich jedoch nicht, da er unerwartet am 26. August 1756 in Altenburg starb. Seine Leiche wurde in das Familienerbbegräbnis nach Teckwitz überführt, wo er am 29. August 1756 beigesetzt wurde.
Aus der 1753 geschlossenen Ehe mit Henrietta Elisabeth Johanna von Brandenstein geb. von Dieskau gingen die zwei Söhne Friedrich August Christian (* 13. Juni 1754) und Wilhelm Gottlob August von Brandenstein (* 19. Juli 1756) sowie die Tochter Henrietta Sophia (* 9. August 1755) hervor, die unmündig waren und daher einen Vormund benötigten, zumal sein jüngster Sohn erst einen Monat alt war, als sein Vater starb. Die Vormundschaft trat 1756 der sachsen-coburg-saalfeldische Hof- und Konsistorialrat Johann August von Schönfeld an. Als Schönfeld 1760 starb, trat an seine Stelle als Vormund des Vizekanzler Carl Adam Gottlob Pflugk auf Ehrenhain. 1766 übernahm der kurfürstlich-sächsische Hauptmann Carl Wilhelm von Minckwitz die Vormundschaft. Dieser veranlasste 1768, dass auf Bitten der Mutter das von Wilhelm Carl August von Brandenstein 1754 neu erworbene und an seinen einzig noch lebenden Sohn gefallene Rittergut Kölzen mit dem Sattelhof Starsiedel im Zuge eines Erbvergleichs an die Mutter fiel. Diese war nur einige Jahre Witwe geblieben, bevor sie spätestens 1768 den württembergischen Kammerherrn und Regierungsrat Ernst Anton Freiherrn von Seckendorff heiratete. Nur ein Jahr später starb sie im Februar 1769. Kurz vor ihrem Tod vererbte sie die Güter Kölzen und Starsiedel ihren zwei leiblichen Kindern aus erster Ehe und ihren zwei Seckendorff-Stiefkindern aus zweiter Ehe. Diese einigten sich in einem Erbvergleich mit ihrem Vater bzw. Stiefvater 1770, dass dieser fortan die Güter übernehmen sollte.
Von den drei Kindern starb der jüngste Sohn Wilhelm Gottlob August von Brandenstein noch vor Vollendung des zweiten Lebensjahres am 28. September 1757 in Tegkwitz. Henrietta Sophia von Brandenstein heiratete Karl Ludolf von Alvensleben (1746–1813) aus Zichtau.